# Hells Angels

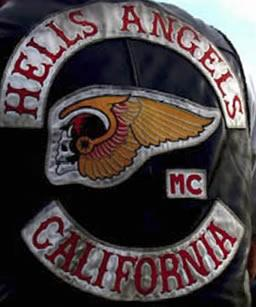
Nášivka na bundě člena Hells Angels

Hells Angels je klub motorkářů a rockerů, který je rozšířen v mnoha zemích. Jeho členové často jezdí na motocyklech značky Harley-Davidson.

## Členské země HAMC
Seznam zemí, ve kterých již byly založeny kluby Hells Angels (tzv. chapters), obsahuje 55 položek. Mezi nimi jsou Česká republika (pod jménem Bohemia), Slovensko a také Rusko, Ukrajina a Polsko. Tento seznam vede organizace Hells Angels Motorcycle Club World na své internetové stránce. Chapters v České republice jsou Praha (založena v roce 2000), Nomads (2000), Ostrava (2006) a Zlín (2016). Na Slovensku to jsou Nové Zámky (2013) a Bratislava (2014).

## Historie
Dějiny Hells Angels začaly 17. března 1948. Založila je rodina Bishopů, což byli váleční přistěhovalci do města Fontana v Kalifornii v USA. K novému klubu se přidali členové jiných motorkářských klubů, mj. klubu Pissed Off Bastards of Bloomington.

## Členství

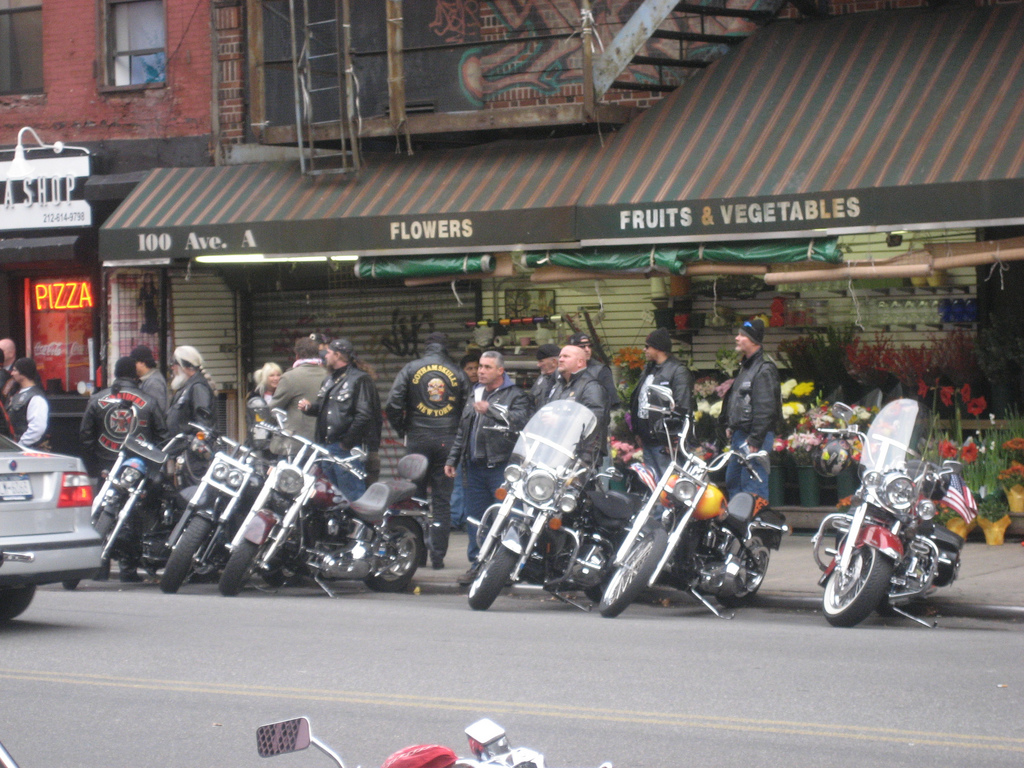
Setkání (rally) Hells Angels v New Yorku, Tompkins Square Park (2008)

K získání členství v Hells Angels musí mít kandidát platný řidičský průkaz a vlastnit motocykl s objemem nad 750 cm³. Kromě toho musí mít vhodné osobní vlastnosti. Říká se, že kluby zamítají uchazeče, kteří prokazatelně obtěžovali děti a osoby, které předtím někdy podaly žádost o místo u policie nebo u vězeňské stráže. Aby se uchazeč stal plným členem, musí být zvolen dosavadními členy jednomyslně.